# Sigeberto, o Coxo
Sigeberto, o Coxo († 507) foi um rei dos francos (Renânia), em Colónia. Ele já era rei em 496 e era da família de Clóvis.

## Biografia
Nenhum documento permite saber a data de seu nascimento, provavelmente após 469 e antes de 496.
Para lutar eficazmente contra a pressão dos alamanos, os seus antecessores tinham-se aliado aos burgúndios e o príncipe franco Sigemer tinha casado com uma princesa burgúndia em 469 em Lyon. Isto foi seguido por um período de tensão com os Francos sálios porque Gondioco, rei dos Burgúndios e magister militum, o novo aliado dos francos da Renânia, opôs-se a outro magister militum, o romano Egídio, que é aliado dos Francos sálios.
À época de Sigeberto, a paz ou a cooperação entre os Francos sálios e os Francos da Renânia é retornada. Sigeberto não participou na Batalha de Soissons na campanha contra Siágrio, ao contrário dos outros reis francos: a sua missão era proteger a retaguarda dos reinos francos contra os Alamanos. Em 496, estes últimos invadiram o seu reino e Sigeberto chama Clóvis em seu socorro. Os dois primos entram em combate em Tolbiac, destroem e dirigem os Alamanos. Sigeberto magoou o joelho durante a batalha, ferida que lhe valeu o epíteto de "coxo". Esta vitória contra os alamanos parece ter resultado num ganho territorial, naquela que era a área de Messina. Na verdade, esta região, nas mãos dos Alamanos desde cerca de 480, fazia parte da Francia Rinensis, segundo o Cosmógrafo de Ravena, que provavelmente teve a sua informação do geógrafo ostrogodo Athanarid, que completou as suas cartas entre 496 e 507.
Em troca da sua ajuda, ele enviou parte do seu exército, liderado por seu filho Clodérico, para ajudar Clóvis a combater Alarico II, rei dos Visigodos em Vouillé, e conquistar a Aquitânia. De acordo com Gregório de Tours, no final da campanha, Clóvis incita Clodérico a matar o seu pai, o que ele faz numa caminhada (ou, mais provavelmente, numa caçada) deste último na floresta da Buconia. Mas Godefroid Kurth, seguido hoje por Georges Bordonove, observa alguns problemas na história de Gregório de Tours e acredita que Sigeberto morreu assassinado numa emboscada sem que Clodérico tenha sido responsável.

## Família[7]
De uma mulher, cujo nome ainda é desconhecido, Sigeberto deixou vários filhos:
- Clodérico (v. 485 † 509 ), rei de Colônia, como narrado por Gregório de Tours;
- Baldérico, sacerdote e cofundador da Abadia de Saint-Pierre-les-Dames em Reims;
- Santa Beuva ou Boba, cofundadora e primeira abadessa da Abadia de Saint-Pierre-les-Dames em Reims. Estes dois nomes são dados por Flodoardo na sua Historia eccclesiæ Remensis que afirma que eles são filhos de um rei Sigeberto.